# Eulemur rufus
Il lemure dalla fronte rossa settentrionale (Eulemur rufus) è una specie di lemure endemica del Madagascar.

## Descrizione

### Dimensioni
Misura circa un metro di lunghezza, con la coda che è più lunga del corpo di circa 1/5: il peso raggiunge i 2 kg.

### Aspetto

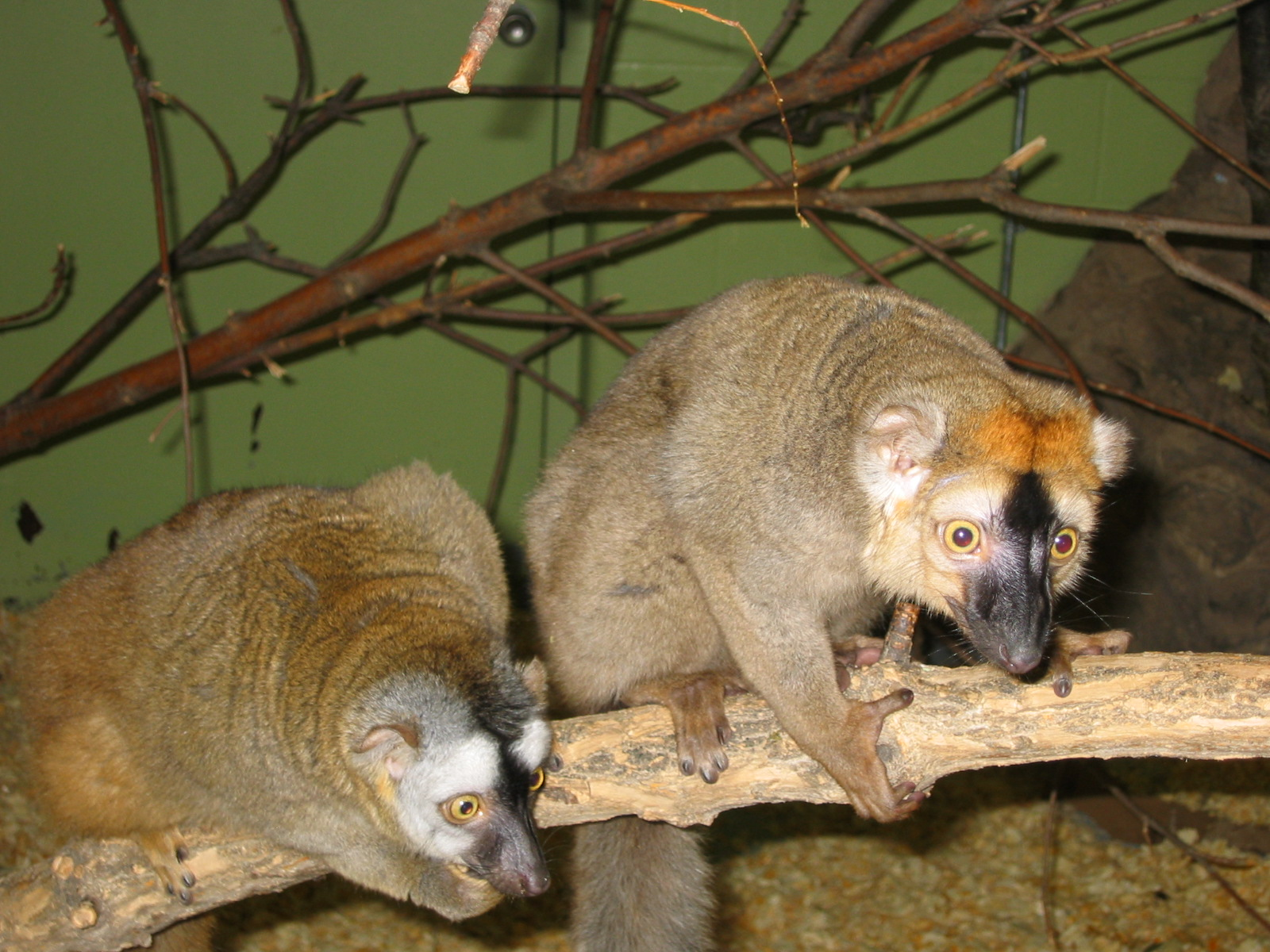
Una coppia.

La specie presenta dimorfismo sessuale sotto forma di dicromatismo: il maschio è di color grigio-olivaceo, con guance e zona attorno agli occhi giallastri ed una corona arancione che va da un orecchio all'altro, mentre la femmina è di colore grigio-giallastro, ha la faccia biancastra e manca della corona.
Ambo i sessi hanno il muso e la fronte neri, mentre il maschio presenta dei ciuffi di pelo allungati sulle guance.

## Biologia
Fino a pochi anni fa, questi animali erano considerati sottospecie del lemure bruno (Eulemur fulvus), mentre le recenti analisi genetiche ne hanno permessa l'elevazione al rango di specie.
Vivono in gruppi di 4-20 individui, che occupano un piccolo territorio (0,01 km², anche se le popolazioni orientali hanno territori ancora più piccoli): nel gruppo non si crea una gerarchia, tuttavia le zuffe sono molto rare. I rapporti all'interno del gruppo vengono mantenuti e rinsaldati tramite l'attività di grooming, per espletare la quale questi animali (come tutti i lemuri) hanno sviluppato una particolare conformazione degli incisivi inferiori (pettine dentale) e dell'unghia dell'indice delle zampe posteriori.
Le popolazioni occidentali mostrano abitudini prettamente diurne durante la stagione delle piogge, divenendo più notturne durante la stagione secca: le popolazioni orientali non mostrano una dicotomia così accentuata.

### Alimentazione
Si tratta di animali frugivori, che però non disdegnano di integrare la dieta con foglie (soprattutto le popolazioni occidentali), semi, fiori e nettare.

### Riproduzione
La gestazione dura quattro mesi: l'unico cucciolo nasce in autunno e per le prime tre settimane di vita resta attaccato al ventre materno, muovendosi solo per poppare, dopodiché si sposta dal dorso della madre e comincia a fare i primi tentativi di arrampicarsi da solo.
Lo svezzamento avviene a circa cinque mesi d'età.
Nelle popolazioni occidentali, solitamente è un unico maschio che si accoppia con tutte le femmine di un gruppo, mentre nelle popolazioni orientali questo non è sempre vero.
L'aspettativa di vita media di questi lemuri è di 25 anni.

### Voce
I lemuri dalla fronte rossa e i sifaka di Verreaux (Propithecus verreauxi) riconoscono i richiami di allarme l'uno dell'altro (comunicazione interspecifica).

## Distribuzione e habitat
La specie è diffusa lungo gran parte della costa occidentale del Madagascar (l'unica specie di Eulemur, insieme a Eulemur rufifrons, a vivere nella zona occidentale del paese), con popolazioni sparse anche nella zona centro-orientale dell'isola (presenti fra il fiume Mangoro ed il massiccio di Andringitra).
Preferisce vivere nelle foreste secche in zone ad altezza modesta.

## Conservazione
E. rufus è protetto all'interno del parco nazionale della Baia di Baly, del parco nazionale Tsingy di Namoroka, del parco nazionale Tsingy di Bemaraha e della Riserva naturale integrale Tsingy di Bemaraha.
La specie è inserita nella Appendice I della Convention on International Trade of Endangered Species (CITES).